# Marie Benigna Sasko-Lauenburská
Marie Benigna Františka Sasko-Lauenburská (německy Maria Benigna Franziska von Sachsen-Lauenburg, 10. července 1635, Řezno - 1. prosince 1701, Vídeň) byla sasko-lauenburská princezna a po sňatku také kněžnou Piccolominiovou, vévodkyní z Amalfi a paní východočeského Náchodského panství.

## Život

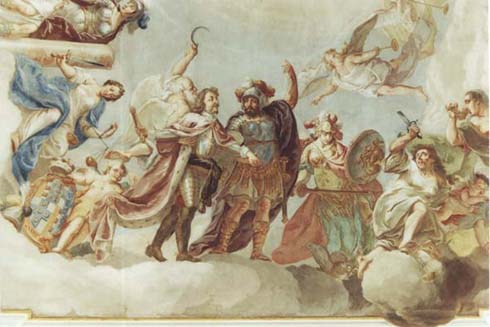
Ottavio Piccolomini na nástropní malbě náchodského zámku

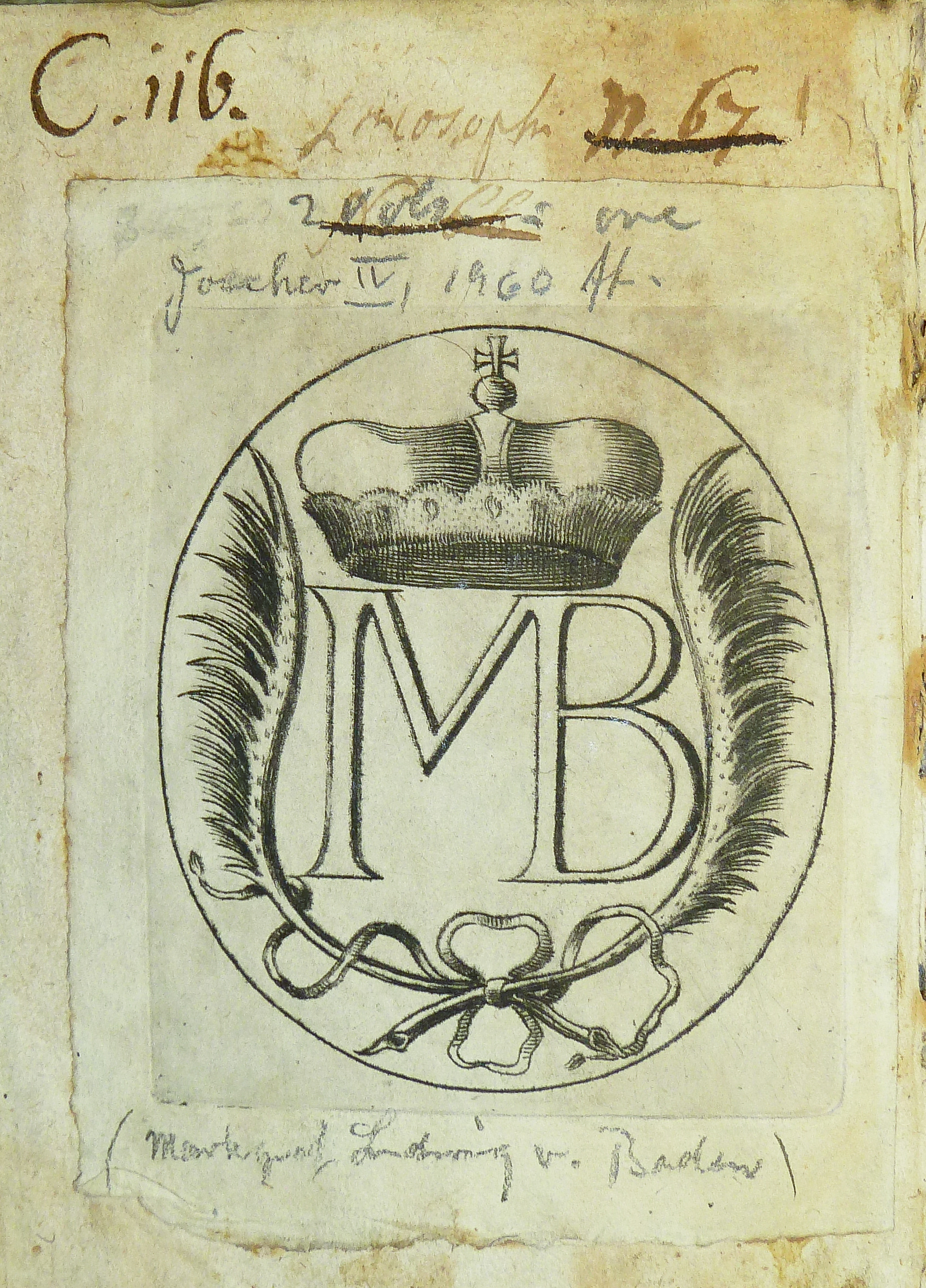
Exlibris

Marie Benigna byla dcerou vévody Julia Jindřicha Sasko-Lauenburského († 1665) a jeho třetí manželky Anny Magdalény roz. Lobkovicové († 1668), dcery svobodného pána Viléma Popela mladšího z Lobkovic.
4. června 1651 se tehdy 16letá Marie Benigna v Praze provdala za 52letého vévodu a císařského generála Octavia Piccolominiho, jenž v roce 1634 od císaře Ferdinanda II. za své služby ve třicetileté válce obdržel Náchodské panství, dříve patřící generálovi Adamu Erdmannovi Trčkovi z Lípy, který byl v roce 1634 spolu s Albrechtem z Valdštejna zavražděn v Chebu.
Po svatbě se Marie Benigna s manželem přestěhovala na Náchodský zámek, který v letech 1651–1655 prošel náročnou přestavbou pod vedením stavitele Carla Luraga. Reprezentativní účely a bylo k nim přidáno takzvané Piccolominiho křídlo. To je pravděpodobně důvod, enormního dluhu po Octaviově smrti v roce 1656. 

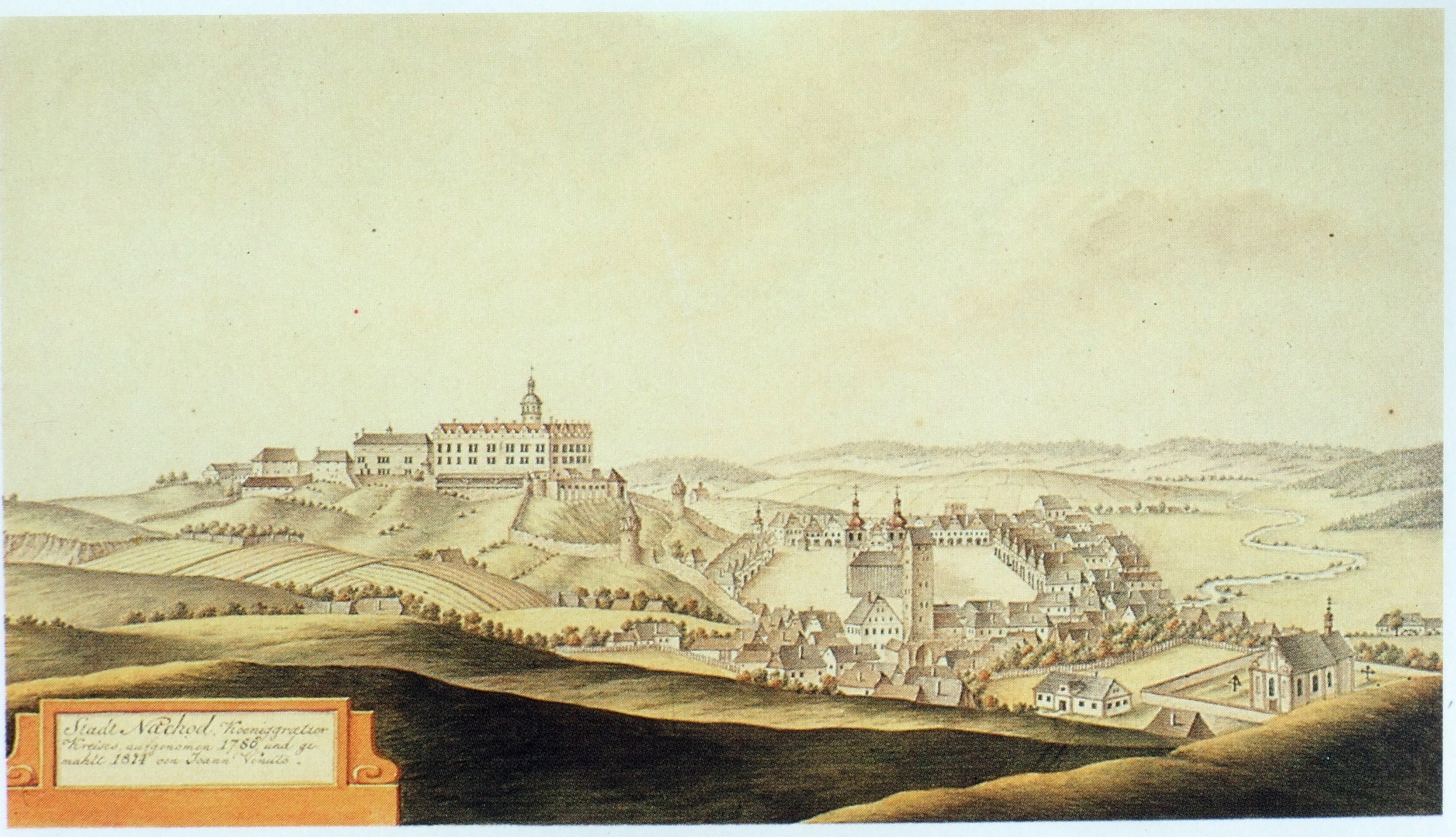
Jan Antonín Venuto: Zámek a město Náchod z Klínku, akvarel podle kresby z roku 1786.

Vzhledem k tomu, že manželství bylo bezdětné, připadlo nachodské panství jako dědictví v roce 1656 Octaviovu synovci Eneáši Sylviu Piccolominimu, přičemž pro Marii Benignu byla stanovena roční apanáž ve výši 9 000 zlatých. Vzhledem k tomu, že Eneáši Sylviovi byli v době strýcovy smrti jen tři roky, byl jeho opatrovníkem a tudíž náchodským regentem jmenován hrabě Jan Šebestián z Pöttingu. To však vedlo ke sporu s Marií Benignou, která neměla v úmyslu vzdát se vlády. V roce 1664 dosáhla toho, že po dobu nezletilosti Eneáše Sylvia bude regentkou ona. Téhož roku požádala městskou radu o slib věrnosti.
Další neshody ovšem nastaly, když požadovala, aby dvorní kancléř vedl korespondenci pouze v němčině. Ačkoli ji podporoval náchodský děkan, Ital Giovanni Guglielmo de Ronne (Jan Bedřich z Ronne), nedokázala u svých poddaným prosadit, aby bohoslužby ve farním kostele sv. Vavřince byly slouženy v němčině.
I poté, co vévoda Eneáš Sylvius v roce 1671 dosáhl plnoletosti a uzavřel s Marií Benignou dohodu, která Marii Benigně zaručovala finanční odstupné, po dalších osm let vykonávala správu panství. Eneáš Sylvius zemřel o dva roky později a jeho nástupcem se stal jeho nezletilý bratr Lorenzo Piccolomini, za nějž do roku 1679 vykonával poručnictví italský šlechtic Pietro Antonio Machio de Quadiani. 2. května 1679 císař Leopold I. nařídil, aby Marie Benigna předala vládu Lorenzovi a současně jmenoval Pietra Antonia de Quadianiho vévodovým zmocněncem. Poté, co se Quadliani v Náchodě setkal s císařskou komisí, souhlasila Marie Benigna s dohodou, která jí určovala polovinu příjmů z Náchodského panství.
Teprve když 19. ledna 1684 jako sekvestor přijel Ferdinand Rudolf Dobřenský z Dobřenic, opustila Marie Benigna v roce 1685 Náchod a odešla do Prahy. Navíc do roku 1689 dostávala ročně 4 000 zlatých. Roku 1669 získala panství v Oberhannsdorfu a v roce 1684 soudní pravomoc nad panstvím Neudeck v sousedním Kladském hrabství.
Marie Benigna zemřela v roce 1701 ve Vídni. Zanechala po sobě nesmírně cennou knihovnu, takzvanou Knihovnu Troilo-Piccolomini, kterou předtím zřídil její otec. 